# Drozdowo Kołobrzeskie
Drozdowo Kołobrzeskie – zlikwidowany przystanek kolei wąskotorowej w Drozdowie, w województwie zachodniopomorskim, w Polsce.